# دونگدوچون
دونگدوچئون (به لاتین: Dongducheon) یک شهر و تقسیمات کشوری کره جنوبی در کره جنوبی است که در گیونگی-دو واقع شده‌است. دونگدوچئون ۹۵٫۶۶ کیلومتر مربع مساحت و ۸۲٬۶۲۳ نفر جمعیت دارد.